# Frederick Twort
Frederick William Twort (Camberley, 22 ottobre 1877 – 20 marzo 1950) è stato un batteriologo inglese.
Noto per aver scoperto nel 1915 i batteriofagi (virus che infettano i batteri).